# Eulalia meniceros
Eulalia meniceros är en ringmaskart som beskrevs av Georges Florentin Pruvot 1883. Eulalia meniceros ingår i släktet Eulalia och familjen Phyllodocidae. Inga underarter finns listade i Catalogue of Life.